# Kris Jenner
Kristen Mary „Kris” Jenner (születési nevén Houghton, IPA: [ˈhoʊtən], korábban Kardashian; 1955. november 5. –) amerikai televíziós személyiség, szórakoztatóipari menedzser, producer, üzletember és író. A 2007-ben indult Keeping up with the Kardashians reality show hozta meg számára az ismertséget.
Robert Kardashian ügyvéddel kötött házasságából négy gyereke született: Kourtney, Kim, Khloé és Robert, rajtuk kívül két gyereke született az olimpiai érmes visszavonult televíziós Bruce Jennertől: Kendall and Kylie.

## Fiatalkora
Jenner Kaliforniában San Diegóban született. Mary Jo Shannon (leánykori nevén Campbell; 1934 –) és  Robert True Houghton mérnök első gyereke. Holland, ír, angol és német felmenőkkel rendelkezik. Hétéves korában szülei elváltak, őt és húgát, Karent pár évig anyjuk nevelte, míg hozzá nem ment Harry Shannon üzletemberhez.
Három hónappal Oxnardba költözése után Shannon üzlettársa állítólag a cég teljes tőkéjével eltűnt, így a családnak vissza kellett költöznie San Diegóba. Itt Jenner a gyerekruhákra specializálódott Shannon & Company cégnél dolgozott, ami édesanyja érdekeltségében állt. Jenner a Clairemont Középiskolában tanult, amit 1973-ban fejezett be. 1976-ban légiutaskísérő volt az  American Airlinesnál.

## Karrierje
Jenner saját produkciós vállalatot üzemeltet, melynek  Jenner Communications a neve, központja pedig Los Angelesben van. A Keeping up with the Kardashians beindulása előtt lányai, Kim, Kourtney, Khloe, Kendall és Kylie karrierjét építette. Lányai és fia üzleteibe is volt beleszólása.
Jenner legidősebb lányával, Kourtney-vel gyermekruházati boltot nyitott, melynek "Smooch" volt a neve, és 2009-es bezárása előtt majdnem hat évig üzemelt.

### Íróként
Jenner's önéletrajzi ihletésű könyve, a  Kris Jenner... and All Things Kardashian, 2011. novemberben jelent meg.  Később In the Kitchen with Kris: A Kollection of Kardashian-Jenner Family Favorites címmel szakácskönyvet is írt, mely 2014. októberben jelent meg.

### Televíziós show
Jenner vezette a Kris című talk showt. A műsor, hat hetes próbáját a Fox tulajdonában lévő csatornákon 2013. július 15-én kezdte meg. Veje, Kanye West, a műsorban mutatta be elsőként a lánya képét. A hathetes próba után leállították a programot.

### Keeping Up with the Kardashians
Jenner 2007-ben találkozott  Ryan Seacresttel, hogy rávegye, a családja révén forgassanak egy valóságshowt. Seacrest, akinek volt saját produkciós irodája, úgy döntött, belefognak az ötlet kidolgozásába, és a népszerű The Osbournes volt a fejében.
mint nálunk: ott vannak a kislányok, a nagylányok és a fiam. [...] mindenki úgy gondolja, hogy tud drámát csinálni az életéből, de ez valami olyan, amire még csak nem is számítottam. Ennek természetesnek kell lenni.
A műsort először az E! Kábelcsatorna tűzte műsorára, ahol Jenner lett az executive producer. A sorozat a Kardashian–Jenner kevert család magánéletéről és professzionális pályájáról szól. A sorozat 2007. október 14-én indult, és az ország egyik legtovább futó televíziós realityje lett. A 18. évad 2020. március 26-án indult, de ezen kívül több különvált sorozat is létrejött belőle, mint a Kourtney and Khloé Take Miami (2009), a Kourtney and Kim Take New York (2011), a Khloé & Lamar (2011), a Rob & Chyna (2016) és a Life of Kylie (2017).

## Magánélete

### Házasságok, kapcsolatok és család
Jenner első házasságát Robert Kardashian ügyvéddel kötötte 1978. július 8-án (aki később O. J. Simpson korai védőjeként lett híres). Négy gyerekük született Kourtney (1979), Kim (1980), Khloé (1984), és Rob (1987). 1991. márciusban elváltak, de egész életükben közeli barátok maradtak, míg Kardashian nyelőcsőrákban 2003-ban meg nem halt.
2012-ben Kris beismerte, hogy viszonya volt az egykori focistával és animátorral, Todd Watermannal, miközben Kardashian felesége volt. Waterman az önéletrajzi könyvében  "Ryanként" szerepel, de saját maga fedte fel kilétét. A Keeping up with the Kardashians alatt találkoztak, mikor Kris tenisz órát adott.
1991 áprilisban, egy hónappal Kardashiantól történt válása után, Jenner másodszor is megházasodott, ezúttal az olimpikon Bruce Jennerhez ment hozzá, aki 2015-ben vallotta be hivatalosan, hogy transznemű nő, nevét pedig Caitlynre változtatta. Két közös lányuk Kendall (1995) és Kylie (1997). Önéletrajzi könyvében Jenner leírta, az egykori Nicole Brown Simpson után adta lányának a Kendall Nicole nevet. A Bruce-szal kötött házasságából lett négy mostohagyereke is, Burt, Cassandra "Casey", Brandon és Brody.
Jennerék 2013. októberben jelentették be, hogy különválnak, Kris a válópapírokat 2014. szeptember 22-én adta be, melyben feloldhatatlan ellentétekre hivatkozott. Mivel a jog szerint hat hónapot kell várni a válás kimondása előtt, ezért erre hivatalosan 2015. március 23-án került sor. Kris Jenner úgy nyilatkozott a Caitlyntől történt válásról, mint a "legagresszívabb, legpasszívabb dolog". Azt mondta, az 1980-as években, mióta tudja, hogy hormonokat szed, "nem létezett gender ügy." "Senki nem beszélt akkor a genderről." Gyermekein keresztül kilenc unokája lett.
Jenner és Corey Gamble között 2014. körül kapcsolat volt.

### O. J. Simpson pere
Jenner és családja lelki zűrzavarokkal küzdött az évszázad pereként jellemzett O. J. Simpson-ügy (1994-1995) alatt. Jenner O.J. volt feleségének, Nicole Brownnak volt jó barátja, Jenner első férje, Robert Kardashian O.J. Dream Teamjének volt a tagja.
A 2016. februárban bemutatott American Crime Story: Az O. J. Simpson-ügy című televíziós sorozatban Selma Blair formálta meg.

### Kaliforniai Közösségi Egyház
Jenner és Pastor Brad Johnson 2012-ben megalapította a Kaliforniai Közösségi Egyházat. Eredetileg Élet Változtató Közösségi Egyháznak nevezték el a szervezetet, melynek központja Kalifornia Agoura Hills részén van.

## Filmográfia

### Magát alakítva
| Év      | Cím                                  | Megjegyzések                 | Ref.          |
| ------- | ------------------------------------ | ---------------------------- | ------------- |
| 2007–   | Keeping Up with the Kardashians      | Főszerep (223 rész)          |               |
| 2008    | Dancing with the Stars               | Vendég (4 rész)              |               |
| 2009–10 | Kourtney and Kim Take Miami          | Főszerep (3 rész)            | [ 39 ]        |
| 2012–12 | Topmodell leszek!                    | Vendég sztár; 2 rész         | [ 40 ] [ 41 ] |
| 2011–12 | Kourtney and Kim Take New York       | Visszatérő szereplő (6 rész) | [ 42 ]        |
| 2011    | Khloé & Lamar                        | Visszatérő szereplő (4 rész) | [ 43 ]        |
| 2013    | Kris                                 | Házigazda (30 rész)          |               |
| 2014    | Kourtney and Khloé Take The Hamptons | Visszatérő szereplő (2 rész) |               |
| 2015    | I Am Cait                            | visszatérő szereplő (6 rész) |               |
| 2015    | The Mindy Project                    | Vendégszerep                 |               |
| 2019    | Flip It Like Disick                  | Vendégmegjelenéd (2 rész)    |               |
| 2020    | Justin Bieber: Seasons               | Cameo                        | [ 44 ]        |

### Producerként
| Year            | Cím                             | Megjegyzés                   | Ref.   |
| --------------- | ------------------------------- | ---------------------------- | ------ |
| 2007–napjainkig | Keeping Up with the Kardashians | Executive producer (78 rész) |        |
| 2011–12         | Kourtney & Kim Take New York    | Executive producer (20 rész) |        |
| 2011–12         | Kourtney & Kim Take New York    | Executive producer (20 rész) |        |
| 2011–12         | Khloé & Lamar                   | Executive producer (20 rész) |        |
| 2009–13         | Kourtney & Kim Take Take Miami  | Executive producer (20 rész) | [ 45 ] |
| 2013            | Kris                            | Executive producer (30 rész) |        |
| 2016            | Rob & Chyna                     | Executive producer (3 rész)  |        |
| 2019            | Flip It Like Disick             | Executive producer (1 rész)  |        |

### Klipekben
| Year | Cím                  | Művész(ek)                         | Ref. |
| ---- | -------------------- | ---------------------------------- | ---- |
| 2016 | " Where's the Love?" | The Black Eyed Peas a The Worldben |      |
| 2018 | "Thank U, Next"      | Ariana Grande                      |      |